# وارسون وودز (ميزوري)
وارسون وودز (بالإنجليزية: Warson Woods city, Missouri)‏ هي مدينة تقع بولاية ميزوري في الولايات المتحدة. تبلغ مساحتها 1.47 كم2، وترتفع عن سطح البحر 163 م، بلغ عدد سكانها 1,962 نسمة في عام 2010 حسب إحصاء مكتب تعداد الولايات المتحدة وتصل الكثافة السكانية فيها 1,334.7 نسمة لكل كيلومتر مربع (3,456.9/ميل2).

## التركيبة السكانية
حدّد مكتب تعداد الولايات المتحدة بيانات التركيبة السكانية لوارسون وودز في تعداد الولايات المتحدة. في ما يلي، التركيبة السكانية حسب تعدادي 2000 و2010.

### تعداد عام 2000
بلغ عدد سكان وارسون وودز 1,983 نسمة بحسب تعداد عام 2000، وبلغ عدد الأسر 781 أسرة وعدد العائلات 615 عائلة مقيمة في المدينة. في حين سجلت الكثافة السكانية 1,349 نسمة لكل كيلومتر مربع (3,493.9/ميل2). وبلغ عدد الوحدات السكنية 796 وحدة بمتوسط كثافة قدره 541.5 لكل كيلومتر مربع (1,402.5/ميل2).
وتوزع التركيب العرقي للمدينة بنسبة 98.08% من البيض و0.50% من الأمريكيين الأفارقة و1.16% من الأمريكيين ذوي الأصول الآسيوية و0.25% من عرقين مختلطين أو أكثر و0.55% من الهسبانيون أو اللاتينيون من أي عرق.
بلغ عدد الأسر 781 أسرة كانت نسبة 31.8% منها لديها أطفال تحت سن الثامنة عشر تعيش معهم، وبلغت نسبة الأزواج القاطنين مع بعضهم البعض 72.6% من أصل المجموع الكلي للأسر، ونسبة 4.4% من الأسر كان لديها معيلات من الإناث دون وجود شريك، بينما كانت نسبة 1.8% من الأسر لديها معيلون من الذكور دون وجود شريكة وكانت نسبة 21.3% من غير العائلات. تألفت نسبة 19.7% من أصل جميع الأسر من عدة أفراد يعيشون في نفس المنزل ونسبة 14% كانت تتألف من شخص يعيش بمفرده يبلغ من العمر 65 عاماً أو أكثر. وبلغ متوسط حجم الأسرة المعيشية 2.54، أما متوسط حجم العائلات فبلغ 2.93.
بلغ العمر الوسطي للسكان 45.9 عاماً. وكانت نسبة 25.3% من القاطنين تحت سن الثامنة عشر، وكانت نسبة 3% بين الثامنة عشر والرابعة والعشرين عاماً، ونسبة 20.6% كانت واقعةً في الفئة العمرية ما بين الخامسة والعشرين والرابعة والأربعين عاماً، ونسبة 23.1% كانت ما بين الخامسة والأربعين والرابعة والستين، ونسبة 28% كانت ضمن فئة الخامسة والستين عاماً فما فوق. يوجد لكل 100 أنثى 95.9 ذكر، ويوجد لكل 100 أنثى في الثامنة عشر من عمرها فما فوق 91.5 ذكر.
بلغ متوسط دخل الأسرة في المدينة 87,330 دولارًا، أما متوسط دخل العائلة فبلغ 97,147 دولارًا. وكان متوسط دخل الذكور 78,684 دولارًا مقابل 40,313 دولارًا للإناث. وسجل دخل الفرد الخاص بالمدينة 46,575 دولارًا. وكانت نسبة 1.6% من العائلات ونسبة 2.7% من السكان تحت خط الفقر، وكان من هؤلاء نسبة 4.1% تحت سن الثامنة عشر ونسبة 2.8% في الخامسة والستين من العمر وما فوق.

### تعداد عام 2010
بلغ عدد سكان وارسون وودز 1,962 نسمة بحسب تعداد عام 2010، وبلغ عدد الأسر 760 أسرة وعدد العائلات 568 عائلة مقيمة في المدينة. في حين سجلت الكثافة السكانية 1,334.7 نسمة لكل كيلومتر مربع (3,456.9/ميل2). وبلغ عدد الوحدات السكنية 791 وحدة بمتوسط كثافة قدره 538.1 لكل كيلومتر مربع (1,393.7/ميل2).
وتوزع التركيب العرقي للمدينة بنسبة 97.86% من البيض و0.46% من الأمريكيين الأفارقة و0.15% من الأمريكيين الأصليين و0.66% من الأمريكيين ذوي الأصول الآسيوية و0.25% من الأعراق الأخرى و0.61% من عرقين مختلطين أو أكثر و1.27% من الهسبانيون أو اللاتينيون من أي عرق.
بلغ عدد الأسر 760 أسرة كانت نسبة 33.6% منها لديها أطفال تحت سن الثامنة عشر تعيش معهم، وبلغت نسبة الأزواج القاطنين مع بعضهم البعض 68.7% من أصل المجموع الكلي للأسر، ونسبة 4.5% من الأسر كان لديها معيلات من الإناث دون وجود شريك، بينما كانت نسبة 1.6% من الأسر لديها معيلون من الذكور دون وجود شريكة وكانت نسبة 25.3% من غير العائلات. تألفت نسبة 23.7% من أصل جميع الأسر من عدة أفراد يعيشون في نفس المنزل ونسبة 14.6% كانت تتألف من شخص يعيش بمفرده يبلغ من العمر 65 عاماً أو أكثر. وبلغ متوسط حجم الأسرة المعيشية 2.58، أما متوسط حجم العائلات فبلغ 3.07.
بلغ العمر الوسطي للسكان 45.1 عاماً. وكانت نسبة 27.2% من القاطنين تحت سن الثامنة عشر، وكانت نسبة 3.4% بين الثامنة عشر والرابعة والعشرين عاماً، ونسبة 19.2% كانت واقعةً في الفئة العمرية ما بين الخامسة والعشرين والرابعة والأربعين عاماً، ونسبة 29% كانت ما بين الخامسة والأربعين والرابعة والستين، ونسبة 21.3% كانت ضمن فئة الخامسة والستين عاماً فما فوق. وتوزع التركيب الجنسي للسكان بنسبة 48.4% ذكور و51.6% إناث.

## وصلات خارجية
- الموقع الرسمي